# Hyphoraia flaveofulgens
Hyphoraia flaveofulgens är en fjärilsart som beskrevs av Bang-haas 1928. Hyphoraia flaveofulgens ingår i släktet Hyphoraia och familjen björnspinnare. Inga underarter finns listade i Catalogue of Life.